# Wiktor Potrzebski

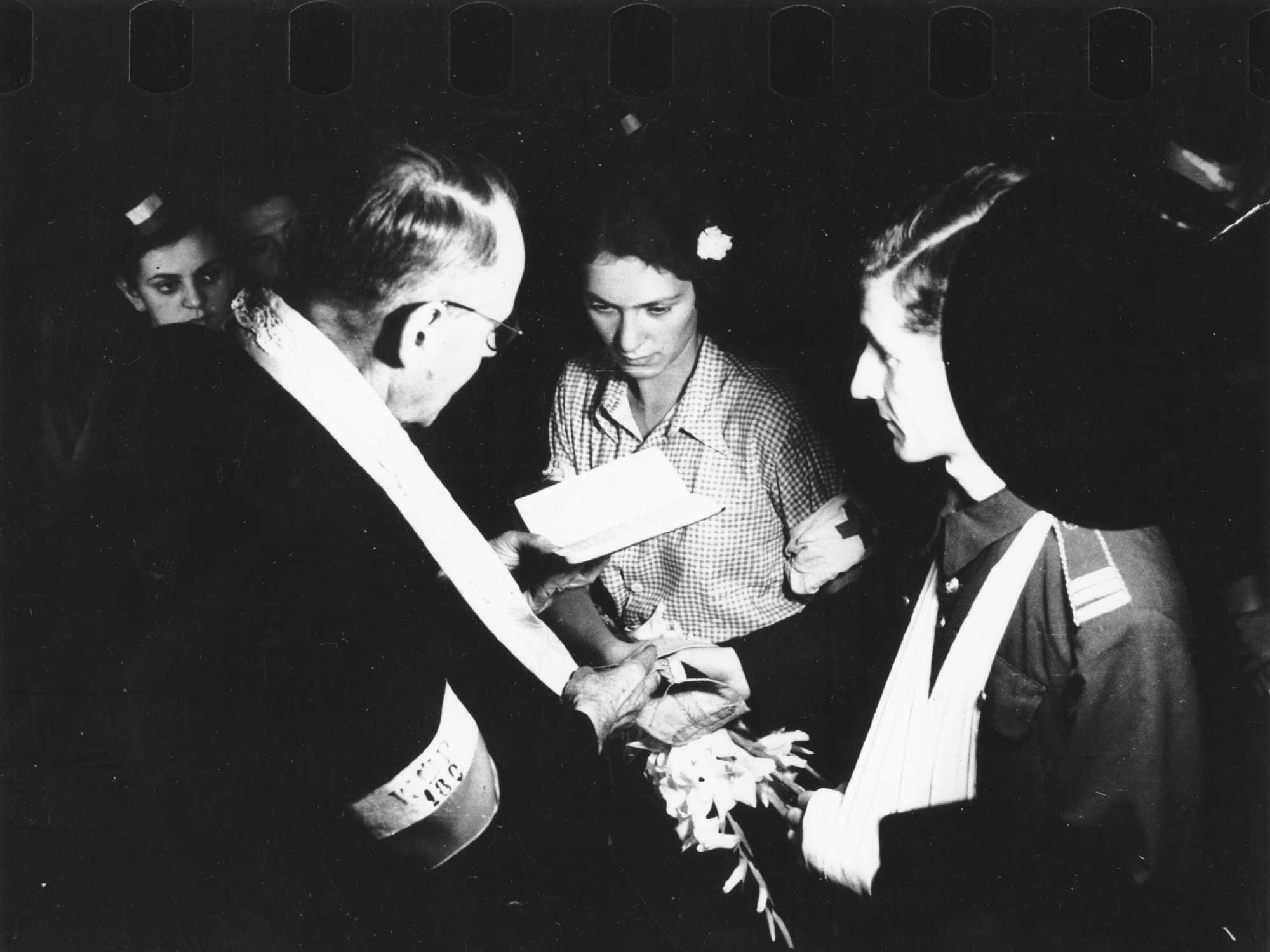
Powstanie Warszawskie: Ślub sanitariuszki Alicji (lub Haliny) Treutler „Jarmuż” i podchorążego Bolesława (lub Jana) Biegi „Pałąka” udzielony przez ks. Wiktora Potrzebskiego „Corda” dnia 13 sierpnia 1944 w kaplicy przy ulicy Moniuszki 11.

Wiktor Potrzebski ps. Corda (ur. 30 lipca 1880 w Ślesinie, zm. 4 września 1944 w Warszawie) – polski duchowny rzymskokatolicki, działacz niepodległościowy i społeczny, pedagog, kapitan duszpasterstwa Armii Krajowej, kapelan w powstaniu warszawskim. 

## Życiorys
Ukończywszy Seminarium Duchowne we Włocławku, otrzymał święcenia kapłańskie w 1904 roku. Następnie objął funkcję wikariusza w kościele Podwyższenia Krzyża Świętego w Kole. Prowadził tam działalność duszpasterską, społeczną, nawołując przy tym wiernych do czynnego oporu przeciwko zaborcy. Jawne wystąpienia patriotyczne ściągnęły nań represje ze strony działaczy carskich. Wydalony został w 1907 przez władze rosyjskie z imperium, osiadł w Galicji. Po kuracji w Zakopanem, uczęszczał na wykłady z zakresu m.in. literatury, psychologii, historii na Uniwersytecie Jagiellońskim, po czym podjął pracę duszpasterską w archidiecezji lwowskiej 1908–1921. W latach 1908–1909 był wikariuszem parafii św. Anny we Lwowie, 1909–1913 katechetą parafii Dolina, 1913–1916 katechetą parafii Monasterzyska, 1916–1921 administratorem parafii Sokołówka. W 1921 roku powrócił do diecezji włocławskiej obejmując obowiązki katechety w Bełchatowie. W latach 1922–1927 pełnił funkcję katechety szkół średnich i rektora kościoła ss. Dominikanek w Piotrkowie Trybunalskim, a w latach 1927–1928 był rektorem kościoła pojezuickiego św. Franciszka Ksawerego tamże.
Pełnił funkcje m.in. redaktora kwartalnika „Ogniwo”, a także prefekta gimnazjum im. Bolesława Chrobrego w Piotrkowie Trybunalskim. W latach 1928–1937 był nauczycielem w Państwowym Seminarium Nauczycielskim w Trokach, jak również dyrektorem gimnazjum im. Adama Mickiewicza w Grodnie. Tam też zastała go wojna. Zagrożony aresztowaniem wyjechał w lipcu 1941 roku do Puław, a następnie do Warszawy, gdzie został kapelanem batalionu „Vistula”. W 1942 został kapelanem Armii Krajowej IV Rejonu Obwodu Śródmieście. Podczas okupacji był również dyrektorem do spraw nauczania w szkole sióstr felicjanek, a także kapelanem Zgromadzenia Sióstr Loretanek na warszawskiej Pradze. W powstaniu warszawskim pełnił nadal funkcje kapelana śródmiejskich oddziałów Armii Krajowej. Zginął 4 września 1944 pod gruzami zbombardowanego przez lotnictwo niemieckie budynku przy ulicy Szpitalnej 4. Wraz z nim poległo blisko 100 osób, w tym także 10 członków sztabu Rejonu IV Obwodu Śródmieście.

## Odznaczenie
- Krzyż Walecznych[2]